# Гласгоу (тауншип, Миннесота)
Гласгоу (англ. Glasgow) — тауншип в округе Уабаша, Миннесота, США. На 2000 год его население составило 298 человек.

## География
По данным Бюро переписи населения США площадь тауншипа составляет 92,3 км², из которых 91,1 км² занимает суша, а 1,2 км² — вода (1,29 %).

## Демография
По данным переписи населения 2000 года здесь находились 298 человек, 103 домохозяйства и 79 семей.  Плотность населения —  3,3 чел./км².  На территории тауншипа расположено 113 построек со средней плотностью 1,2 построек на один квадратный километр. Расовый состав населения: 99,66 % белых и 0,34 % азиатов.
Из 103 домохозяйств в 40,8 % воспитывались дети до 18 лет, в 73,8 % проживали супружеские пары и в 23,3 % домохозяйств проживали несемейные люди. 21,4 % домохозяйств состояли из одного человека, при том 5,8 % из — одиноких пожилых людей старше 65 лет. Средний размер домохозяйства — 2,89, а семьи — 3,43 человека.
34,9 % населения — младше 18 лет, 3,7 % — в возрасте от 18 до 24 лет, 27,5 % — от 25 до 44, 24,2 % — от 45 до 64, и 9,7 % — старше 65 лет. Средний возраст — 36 лет. На каждые 100 женщин приходилось 105,5 мужчин.  На каждые 100 женщин старше 18 приходилось 113,2 мужчин.
Средний годовой доход домохозяйства составлял 40 625 долларов, а средний годовой доход семьи —  53 750 долларов. Средний доход мужчин —  31 563  доллара, в то время как у женщин — 27 917. Доход на душу населения составил 16 322 доллара. За чертой бедности не находилась ни одна семья и 1,6 % всего населения тауншипа.